# Су-37
Су-37 (по класификация на НАТО) – Flanker-F) Су-27М е руски многоцелеви изтребител, произведен от Конструкторско бюро Сухой, през 1996 година.
Той е най-ранният първообраз на Су-35